# Моймента (Терраш-ди-Бору)
Мойме́нта (порт. Moimenta) — район (фрегезия) в Португалии, входит в округ Брага. Является составной частью муниципалитета Терраш-ди-Бору. Находится в составе крупной городской агломерации Большое Минью. По старому административному делению входил в провинцию Минью. Входит в экономико-статистический субрегион Каваду, который входит в Северный регион. Население составляет 803 человека на 2001 год. Занимает площадь 3,05 км².